# Giovanni Volpi

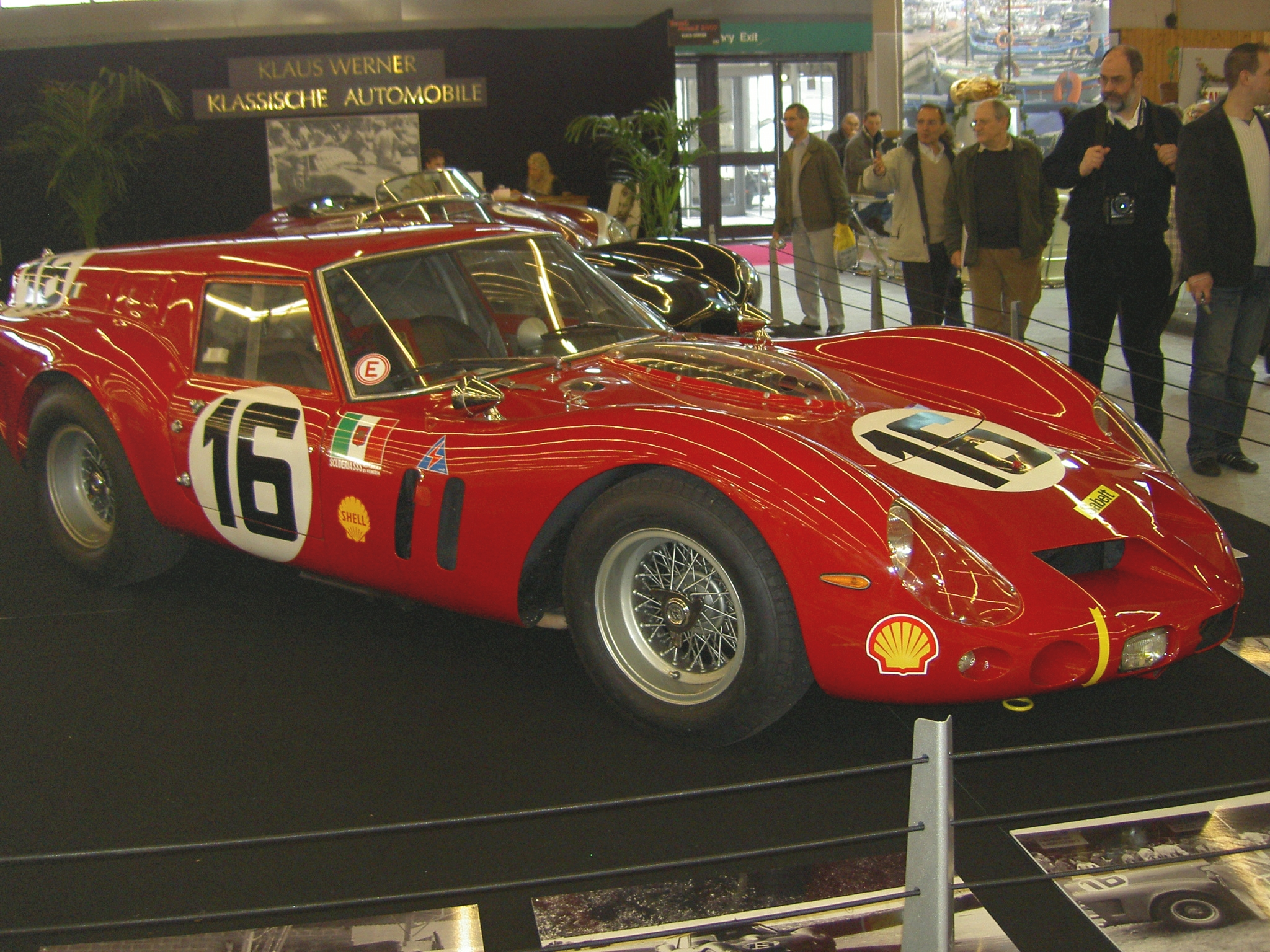
Ferrari 250 GT Breadvan

Conte Giovanni Volpi di Misurata (* 9. Mai 1938 in Venedig) ist ein italienischer Unternehmer und Adliger sowie Gründer und Finanzier des Automobil-Rennstalls Scuderia Serenissima.
Im Alter von zehn Jahren erbte Volpi von seinem Vater Giuseppe Volpi ein großes Vermögen; seine Mutter war Nathalie El Kanui, eine in Algerien aufgewachsene Französin. Als autobegeisterter junger Mann gründete er in der zweiten Hälfte der 1950er Jahre sein eigenes Rennteam, das zunächst vor allem Fahrzeuge von Ferrari einsetzte. Er wurde so einer der besten Kunden von Enzo Ferrari. Die sportlichen Aktivitäten begrenzten sich auf regionale Veranstaltungen in Italien. Bald reichte ihm die Leistung der Serienfahrzeuge jedoch nicht mehr aus.
Er überredete den Ferrari Rennwagen-Chefentwickler Giotto Bizzarrini für ihn ein schnelleres Fahrzeug zu entwickeln. Da die Führungsmannschaft bei Ferrari zur selben Zeit mit Enzo Ferrari heftig zerstritten war und beschlossen hatte, sich unter dem Namen Automobili Turismo e Sport (ATS) selbständig zu machen, unterstützte er deren unternehmerisches Vorhaben. Verärgert rief Enzo Ferrari daraufhin bei Volpi an und kündigte jegliche Zusammenarbeit. Allein gelassen entwickelte Bizzarrini daraufhin nach Wünschen von Volpi den Ferrari 250 GT SWB Breadvan, einen extrem schnellen GP-Rennwagen auf der Basis des Ferrari 250 GT SWB. Der Name stammt von der Kombi-ähnlichen Heckpartie. Der Wagen war im Rennen den „normalen“ Ferraris deutlich überlegen.
Die Begeisterung für den aktiven Motorsport ließ Ende der 1960er Jahre nach und Volpi verkaufte den Breadvan für 2.500 US-Dollar. Bei Christie’s wurde das extravagante Unikat im Jahr 2005 für 3,5 bis 5,0 Millionen US-Dollar angeboten, jedoch nicht verkauft.